# Ibb (Jemen)

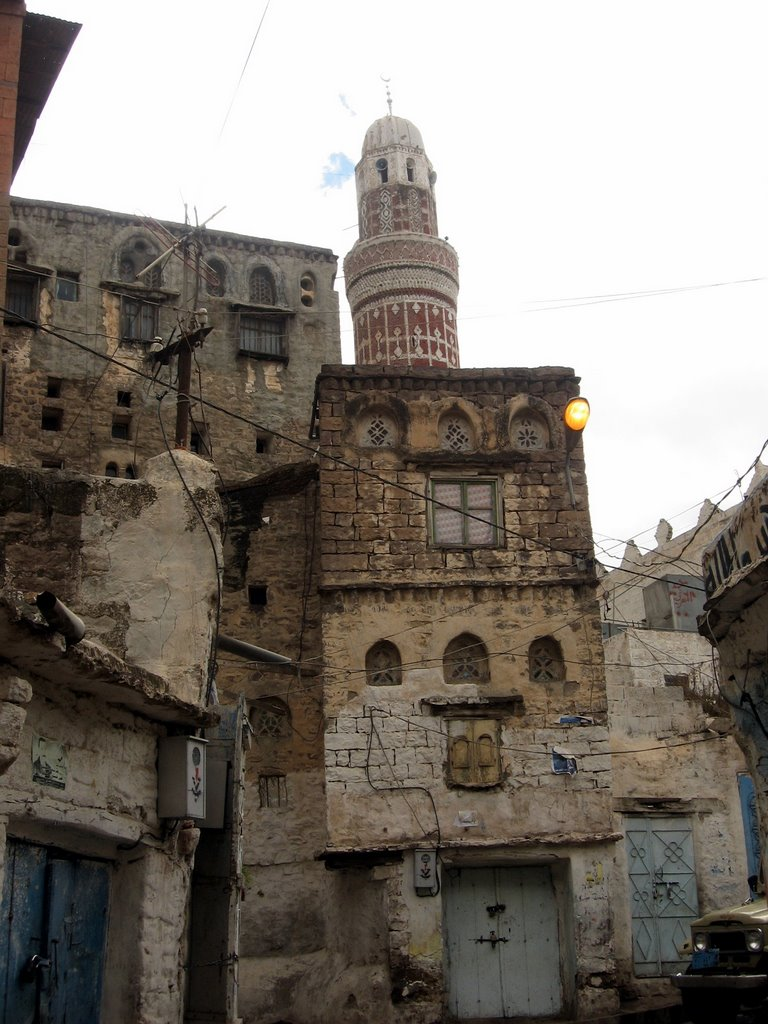
Ibb

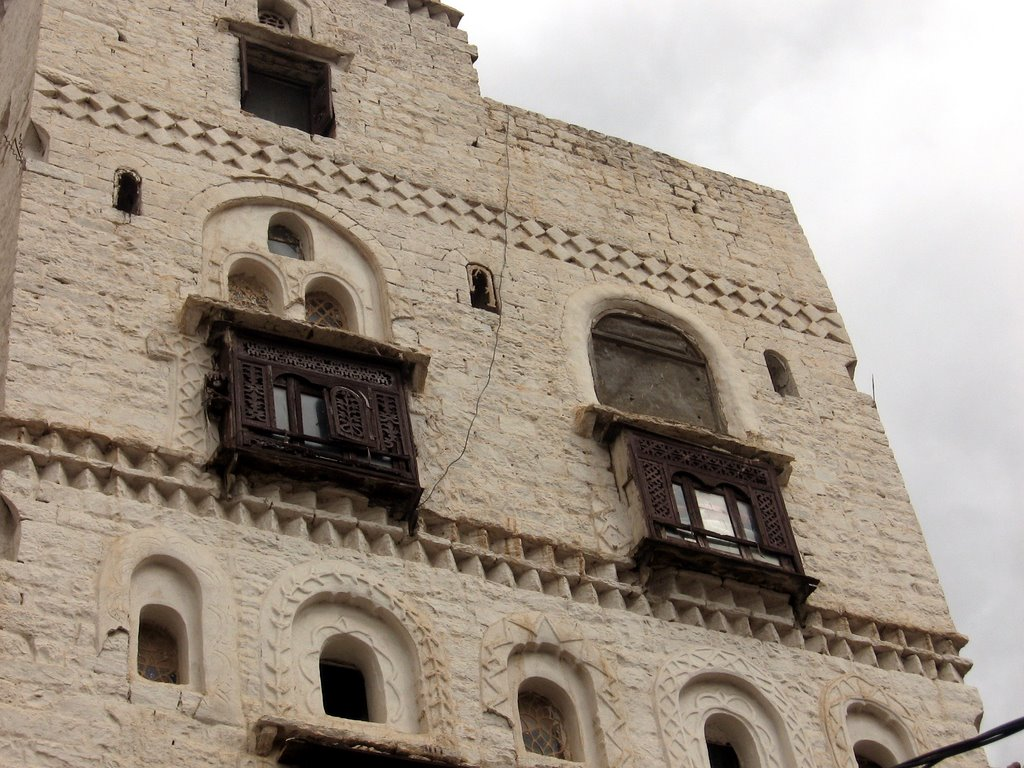
Palastfassade

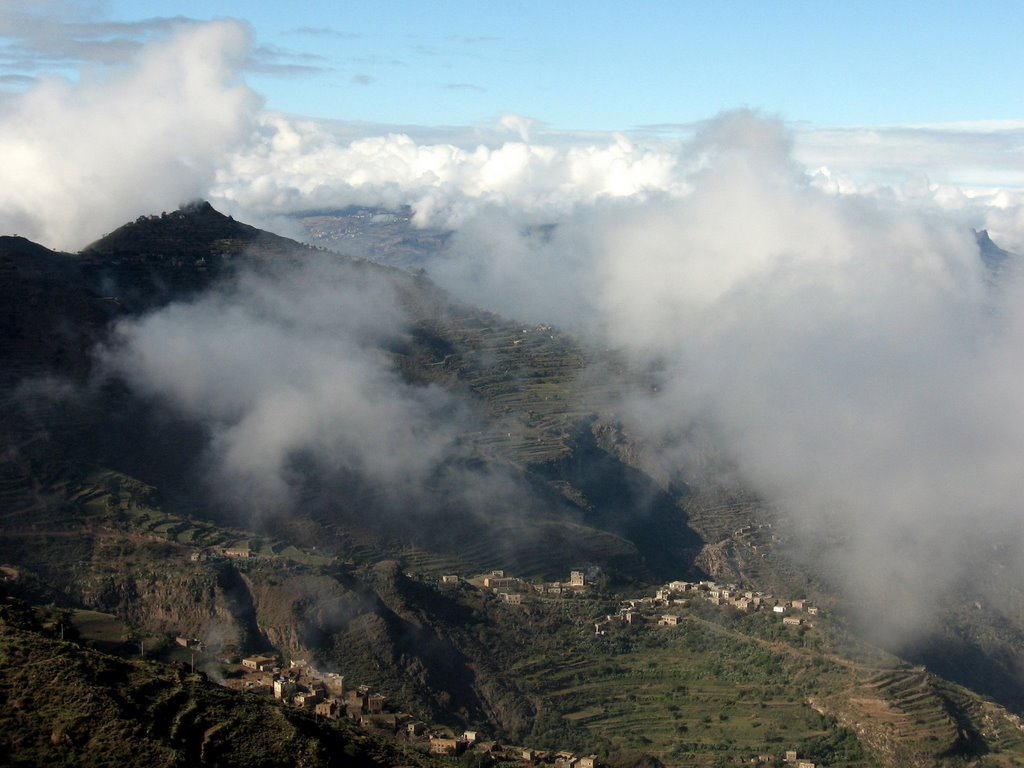
Blick über die Landschaft des Gouvernements Ibb

Ibb (auch Abb, arabisch إب) ist eine Großstadt im gleichnamigen Gouvernement Ibb im Südwesten des Jemen. Die Stadt ist bedeutendes regionales Einkaufszentrum.
Nach Berechnungen aus dem Jahr 2012 zählt die Stadt über 330.000 Einwohner, 1994 sollen es noch etwa 100.000, 2003 bereits knapp 150.000 Bürger gewesen sein, die amtlich erfasst waren. Da die Handelsaktivitäten aufgrund rasanten Bevölkerungswachstums in die Neustadt ausgewichen sind, sind die Suqs der Altstadt in die Bedeutungslosigkeit versunken.

## Geschichte
Mutmaßlich wurde Ibb während der Herrschaftszeit der altsüdarabischen Könige von Himyar (etwa vom 1. Jahrhundert v. Chr. bis 570 n. Chr.) begründet. Überliefert ist sein ursprünglicher Name mit Thogha. Die ersten Dokumente zur Existenz der Ortschaft datieren aus dem 10. Jahrhundert, wobei ihr früh wirtschaftliche Bedeutung zukam, weil sie entlang einer Karawanenroute zwischen Sanaa und Aden lag. Weil auch die islamischen Pilgerrouten über Ibb verliefen, sicherte sich die Stadt alsbald den Ruf eines Handelszentrums mit vorzüglichem Versorgungscharakter. Begünstigt wurde die Entwicklung dadurch, dass Ibb in einer für jemenitische Verhältnisse niederschlagsreichen Gegend liegt.
Noch vor Aufteilung des Landes in den osmanisch geprägten Norden und den britisch strukturierten Süden, wurde Ibb Sitz des lokalen Hauptgerichthofes für die alte Provinz Taʿizz und wurde deren Verwaltungshauptstadt (qaḑā). In den 1930er Jahren wurde Ibb dann Hauptstadt einer neu geschaffenen Provinz (liwā).
Seit der ersten Hälfte des 6. Jahrhunderts waren konvertierte jüdische Händler, Handwerker und Silberschmiede in der Stadt ansässig. Häufig wurden sie vertrieben, immer wieder aber auch zurückgeholt. Im Rahmen der Operation Magic Carpet (1949/50) verließen sie das Land endgültig. Ihre verlassenen Wohnviertel können in Ibb noch heute besichtigt werden.

## Stadt und Umgebung
Ibb ist geprägt von der jementypischen Architektur des Hochlands, vierstöckige Bauweise unter Verwendung behauener Natursteine. Ab dem ersten Stockwerk werden die Fassaden mit sechs rechteckigen und bis zu 20 halbrunden Buntglasfenstern (Qamariya) ausgestaltet. Unterhalb des Dachrandes finden sich Gittermuster-Friese.
Die Freitags-Moschee in Ibb wurde aus sonnengetrockneten Lehmziegeln erbaut. Die Wände sind verstuckt. Der Innenhof (sahn) ist offen und unbedacht, umgeben von Säulengängen (riwaq).
Die Stadt ist umrahmt von Bergwelt, wobei der Gipfel des Dschebel Rabi einen guten Blick auf die Stadt gewährt. Unweit liegt die kulturhistorisch bedeutende Stadt Dschibla, bekannt als Regierungs- und Wohnsitz der sulaihidischen Königin Arwa bint Ahmad.

## Klima
Die Stadt liegt im sogenannten Grünen Jemen, einer sehr regenreichen und daher gleichzeitig der fruchtbarsten Region Südarabiens. Mit in der Spitze bis zu 1500 mm Niederschlag fällt in der Region Ibb mehr als doppelt so viel Niederschlag als in Deutschland, wobei 90 % davon innerhalb des Halbjahres zwischen April und September fallen.

## Proteste im Jemen
Im Rahmen der Proteste im Jemen 2011 ist Ibb im Jahr 2011 ein kleineres Zentrum des Widerstandes im Jemen gegen die Obrigkeit geworden.
Trotz der US-Drohnenangriffe auf den jemenitischen Al-Qaida-Ableger gelang es diesem 2014, die Provinzhauptstadt Ibb und Gebiete westlich davon einzunehmen. Knapp 50 Tote waren im Januar 2015 bei einem Sprengstoffattentat in der Stadt zu beklagen. Der Selbstmordanschlag galt einer schiitischen Gedenkzeremonie.

## Persönlichkeiten der Stadt
- In Ibb geboren wurde Abdul Rahman al-Iriani, der von November 1967 bis Juni 1974 Staatsoberhaupt der Jemenitischen Arabischen Republik war.
- Aus Ibb stammt auch Amal al-Sadah, die Lieblingsfrau des verstorbenen Terroristenführers Osama bin Laden.[9]